# Monoxenus insularis
Monoxenus insularis là một loài bọ cánh cứng trong họ Cerambycidae.